# Kongsberg Miners
O Bergkameratene Basketball, conhecido principalmente por sua franquia Kongsberg Miners é um clube profissional de basquetebol sediado na cidade de Kongsberg, Noruega que atualmente disputa a BLNO e seus jogos são disputados no Kongsberghallen.

## Temporada por Temporada
| Temporada | Nível | Liga    | Pos. | Pós Temporada     |
| --------- | ----- | ------- | ---- | ----------------- |
| 2014-15   | 2     | 2ª div. | 4    |                   |
| 2015-16   | 1     | BLNO    | 5    | Quartas de Finais |
| 2016-17   | 1     | BLNO    | 1    | Semifinais        |
| 2017-18   | 1     | BLNO    | 2    | Campeão           |
| 2017-18   | 1     | BLNO    | 1    | Campeão           |

fonte:eurobasket.com

## Títulos

### BLNO
Campeões (2): 2017-18, 2018-19
Finalista (1):2000-01

### Segunda divisão
Campeões (2):2010-11, 2011-12
Finalista (1):2009-10